# Aufseß

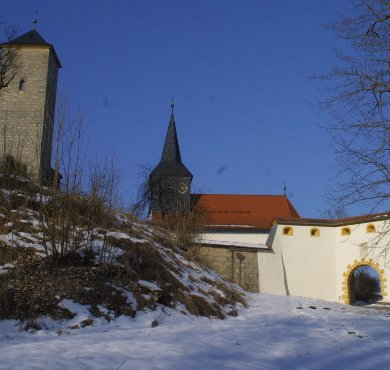
Schloss

Aufseß is een gemeente in de Duitse deelstaat Beieren, en maakt deel uit van het Landkreis Bayreuth.
Aufseß telt 1.271 inwoners.
Ahorntal ·
Aufseß ·
Bad Berneck im Fichtelgebirge ·
Betzenstein ·
Bindlach ·
Bischofsgrün ·
Creußen ·
Eckersdorf ·
Emtmannsberg ·
Fichtelberg ·
Gefrees ·
Gesees ·
Glashütten ·
Goldkronach ·
Haag ·
Heinersreuth ·
Hollfeld ·
Hummeltal ·
Kirchenpingarten ·
Mehlmeisel ·
Mistelbach ·
Mistelgau ·
Pegnitz ·
Plankenfels ·
Plech ·
Pottenstein ·
Prebitz ·
Schnabelwaid ·
Seybothenreuth ·
Speichersdorf ·
Waischenfeld ·
Warmensteinach ·
Weidenberg